# Rita rita
 Rita rita  (лат.) — вид пресноводных рыб семейства косатковых, обитают в южной Азии.
Встречаются в главном русле рек в таких странах, как Афганистан, Бангладеш, Индия, Мьянма, Непал и Пакистан. Иногда выходят в эстуарии.

## Описание
Один из самых крупных представителей семейства, достигает длины 1,5 м.